# Михайленко Марина Юріївна
Марина Юріївна Михайленко (9 серпня 1975, Баку, Азербайджан) — українська дипломатка. Надзвичайний і Повноважний Посол України в Португалії (з 21.02.2023).

## Життєпис
У 1997 році закінчила Інститут міжнародних відносин Київського державного університету імені Т.Шевченка, спеціаліст з міжнародних економічних відносин, референт-перекладач з французької мови. Кандидат історичних наук (2020), тема дисертації: «Державна політика національної консолідації Королівства Італія (1861—1896 рр.)».
04.1997-12.1998 — аташе, третій секретар відділу Близького та Середнього Сходу Управління АТР, БСС та Африки МЗС України
12.1998-09.1999 — третій, другий секретар — помічник заступника Міністра закордонних справ
09.1999-06.2001 — старший консультант, головний консультант Управління з питань зовнішньої політики Адміністрації Президента України
06.2001-03.2003 — перший секретар посольстві України в Італії
03.2003-06.2004 — завідувач відділу Головного управління з питань зовнішньої політики Адміністрації Президента України
06.2004-08.2008 — радник Посольства України в Італійській Республіці
10.2008-01.2013 — начальник відділу аналізу міжнародних відносин України, заступник директора Департаменту — начальник відділу політико-безпекових ініціатив Департаменту політики та безпеки МЗС України
01.2013-08.2014 — радник-посланник посольстві України в Італії
08.2014-09.2014 — директор Другого європейського департаменту МЗС України. Була в складі офіційної української делегації на 70-й Генасамблеї ООН, де делегацію очолював міністр Павло Клімкін.
09.2014-07.2019 — заступник керівника Головного департаменту зовнішньої політики та європейської інтеграції — керівник департаменту зовнішньої політики Адміністрації Президента України.
07.2019-05.2023 — Директор Департаменту ЄС і НАТО Міністерства закордонних справ України.
21 лютого 2023 року — призначена Надзвичайним і Повноважним Послом України в Португалії.
10 травня 2023 року — вручила копії вірчих грамот Генеральному Секретареві МЗС Португалії Францішку Рібейру Теллеш та була прийнята заступником керівника Державного протоколу МЗС Португалії Жозе Карлош Рейш Арсеніу.
11 травня 2023 року — вручила Вірчі грамоти Президенту Португальської Республіки Марселу Ребелу де Соузі.

## Сім'я
- Батько — генерал-майор Михайленко Юрій Васильович, після відставки працював в КМДА, займався організацією Управління з надзвичайних ситуацій, пізніше очолював «Київпарксервіс»[11]. Нагороджений медаллю «За повернення Криму» МО Росії[12].
- Чоловік — Клімкін Павло Анатолійович, міністр закордонних справ України